# Ḉ
Ḉ (gemenform: ḉ) är den latinska bokstaven C med en akut accent och en cedilj. Ḉ används vid KNAB-romanisering av adygeiska.